# Aspasi (filòsof)
Aspasi (en llatí Aspasius, en grec antic Ἀσπάσιος) va ser un filòsof peripatètic romà que va viure als segles I i II.
Boeci, que menciona freqüentment les seves obres, diu que va escriure comentaris a la majoria d'obres d'Aristòtil. Menciona expressament De Interpretatione, Physica, Metaphysica, Categoriae i Ètica a Nicòmac. El darrer es conserva en part.
Per Porfiri sabem que Aspasi també va escriure comentaris sobre les obres de Plató, i que els seus comentaris sobre Aristòtil van ser utilitzats a l'escola de Plotí.